# بصل
البصل خضار أوراقه أنبوبية غضة، قواعده تحت سطح التربة متشحمة، مهمتها خزن المواد الغذائية، له ساق قرصية، أسفل قواعد الأوراق الشحمية تنتهي بجذور ليفية. عند نهاية موسم النمو الخضري يخرج منه شمراخ (ساق كاذبة) يحمل في نهايته نوارة تتكون من عدة أزهار نجمية الشكل لونها أبيض. وللبصل رائحة نفاذة مميزة، ويرجع ذلك لكثرة المواد الكبريتية به.
يوجد منه ثلاثة أنواع، هي البصل الأبيض والأحمر وأضحى اليوم نوع ثالث هو البصل الأبيض الناصع غير المصفر.

## التاريخ
اعتمد الإنسان في غذائه على البصل منذ 7000 عام تقريبًا، وتوجد آثار له منذ العصر البرونزي، ولكن من غير المعروف إذا كان البصل في العصور السحيقة زرعه الإنسان، أم أنه أكتفي بجمعه فقط من مناطق برية. كما أن الأصل الجغرافي للبصل غير مؤكد، فبعض التسجيلات القديمة لاستخدام البصل تذكر شرق وغرب آسيا، ومن المحتمل أن يكون التدجين قد حدث في غرب أو وسط آسيا. وهناك من يري ان البصل قد نشأ في إيران وغرب باكستان وآسيا الوسطى. وأن تدجين بعض أنواع البصل في الصين كانت منذ 6000عام قبل الميلاد بجانب الخضروات والحبوب والفواكه. وهناك أيضًا من يري أن أول سجل لزراعة البصل ربما يعود إلى ألفي عام قبل الميلاد في مصر القديمة مع محاصيل أخرى مشابهة مثل الثوم والكراث، وكان البصل يدخل في غذاء العمال المصريين الذين بنوا الأهرامات، وما زال يعتبر ثاني أهم محصول بين الخضروات في العالم بعد الطماطم. وكان المصريون القدماء يوقرون البصلة، وكانوا ينظرون إلى شكلها الكروي وحلقاتها المتحدة المركز بوصفها رموز للحياة الأبدية، ويبدو أنهم استخدموا البصل أيضًا في المدافن، كما هو واضح من آثار البصل الموجودة في تجاويف عيني رمسيس الرابع.
وفي بلاد ما بين النهرين القديمة، تم تسجيل الوصفات التي تستخدم البصل وبعض أنواع الثوم الأخري بالخط المسماري على ألواح طينية، وذلك حوالى عام 2000 قبل الميلاد، ومازالت هذه الألةاح محفوظة في المجموعة البابلية في جامعة ييل.
ومما ساعد على انتشار زراعة البصل واستخدامه كغذاء، سهولة زراعته ونقله وتخزينه. وفي اليونان القديمة كان الأولمبيون الأوائل يأكلون كميات كبيرة من البصل قبل السباقات، لاعتقادهم أنه يخفف من كثافة الدم ويساعد على الحركة، كما أن المصارعيين الرومان كانوا يدهنون به أجسامهم لشد عضلاتهم. وقد كتب عالم وفيلسوف الطبيعة الروماني "بليني الأكبر" في القرن الأول الميلادي عن استخدام البصل في بومبي، وقام بتوثيق المعتقدات الرومانية حول قدرة البصل على تحسين أمراض العين، والمساعدة على النوم، وعلاج تقرحات الفم وآلام الأسنان، وعض الكلاب، وآلام أسفل الظهر ، وعلاج الزحار. وقد وجد علماء الآثار الذين اكتشفوا بومبي بعد فترة طويلة من دفنها بسبب البراكين عام 79م، حدائق وحقول تشبه تلك الموجودة في روايات بليني التفصيلية. ووفقًا للمعلومات التي تم جمعها في القرنين الخامس والسادس الميلادي، فقد تم استخدام البصل في العديد من وصفات الأطباق الرومانية.
في العصور الوسطى كان البصل من الأغذية المهمة، لدرجة أنه كان يستخدم بوصفه عملة يتم به دفع الأجور والإيجارات. وعندما سافر المهاجرون الأوائل إلى أميركا كان البصل من ضمن الأغذية التي حملوها معهم، وكان الهنود الحمر حينذاك يستخدمون بالفعل أنواعًا من البصل البري، والذي كان يجمع ويؤكل نيئًا او مطبوخًا، ووفقًا للمذكرات التي احتفظ بها بعض المستعمرين الإنجليز، كان البصل من أول المحاصيل التي زرعها المهاجرون الأوائل إلى أميركا. وبين عامي 1883م و 1939م سجل المخترعون في الولايات المتحدة أكثر من 97 براءة اختراع، تهدف إلى جعل زراعة البصل أكثر كفاءة من خلال الأتمته.

## استعمالاته
البصل من أقدم الخضراوات المعروفة لدى الإنسان. يتوفر البصل حالياً طازجاً، مجمداً، معلباً، مخللاً أو مجففاً.
يستخدم البصل عادة مقطعاً أو شرائح في أغلب أنواع المأكولات مثل الأكلات المطبوخة أو بعض السلطات، يختلف مذاق البصل حيث يكون حاداً وحاراً ذو نكهة قوية أو حلواً وذو نكهة معتدلة.

## بودرة أو مسحوق البصل
يستعمل مسحوق أو بودرة البصل في الطبخ للتتبيل. إنه مصنوع من البصل المجفف المفروم، بالأخصّ من الأنواع الحادة مما يجعل رائحته قوية.
هناك عدة أصناف من مسحوق البصل:
- مسحوق البصل الأبيض
- مسحوق البصل الأحمر
- مسحوق البصل الأصفر
- مسحوق البصل المحمص

## الإنتاج العالمي
| أكبر 10 دول منتجة للبصل— 2005 (1000 طن)                                      | أكبر 10 دول منتجة للبصل— 2005 (1000 طن) |
| ---------------------------------------------------------------------------- | --------------------------------------- |
| الصين                                                                        | 9,793                                   |
| الهند                                                                        | 5,500                                   |
| الولايات المتحدة                                                             | 3,346                                   |
| تركيا                                                                        | 2,220                                   |
| باكستان                                                                      | 1,764                                   |
| روسيا                                                                        | 1,758                                   |
| كوريا الجنوبية                                                               | 1,750                                   |
| اليابان                                                                      | 1,637                                   |
| مصر                                                                          | 1,302                                   |
| إسبانيا                                                                      | 1,149                                   |
| مجموع إنتاج العالم                                                           | 64,101                                  |
| منظمة الأغذية والزراعة (FAO) نسخة محفوظة 10 مارس 2007 على موقع واي باك مشين. |                                         |

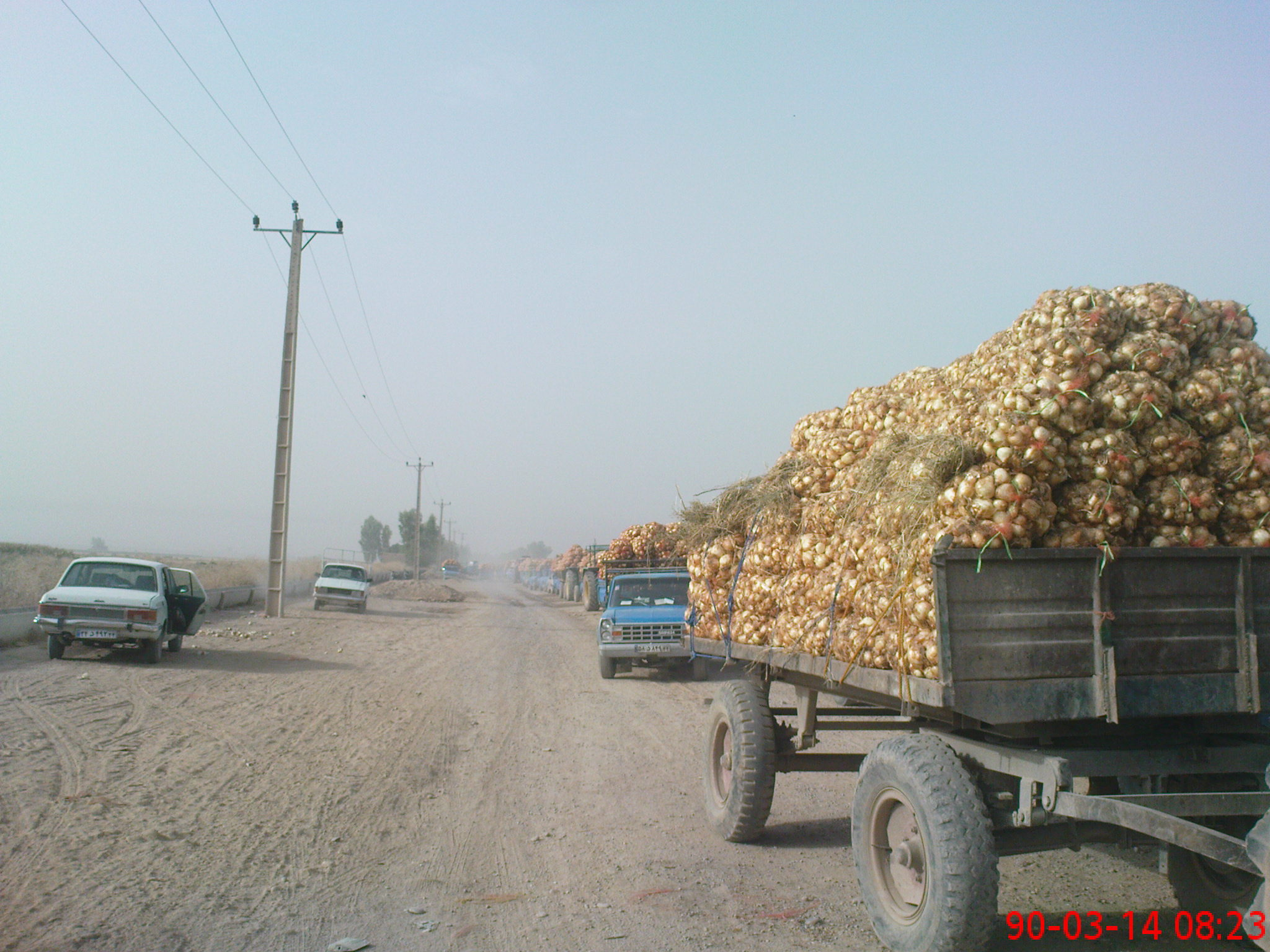
بصل علی شلجهی فی إيران_دزفيل

ويمكن زراعة البصل في نوفمبر من كل عام ومن ثم يتم شتله وغرسهُ.

## المعلومات الغذائية
تحتوي كل حبة بصل متوسطة الحجم (110غ) ، بحسب وزارة الزراعة الأميركية على المعلومات الغذائية التالية:
- السعرات الحرارية: 44
- الدهون: 0.11
- الدهون المشبعة: 0
- الكاربوهيدرات: 10.27
- الألياف: 1.9
- البروتينات: 1.21
- الكولسترول: 0

## الآفات والأمراض التي تصيب البصل
يعاني البصل من العديد من الآفات والأمراض، التي يمكن أن تصيبه في كل مرحلة من مراحل نموه، فهناك أمراض تصيب النبات قبل خروجه من الأرض، وبعضها يصيبه أثناء مراحلة الأولى في النمو، وبعضها أيضًا يصيبه في مرحلة النضج. ومن أخطر هذه الآفات والأمراض على محصول البصل، ذبابة البصل، ودودة الجذع، والعفن الأبيض، كما تشمل الأمراض خاصة التي تصيب أوراق النبات، الصدأ، والتفحم، والعفن الزغبي ومرض الطرف الأبيض، وينتج عن هذه الأمراض تعفن العنق والتواء الساق، وتغير لوم الأوراق إلى اللون الاصفر، وتحول الجزء الداخلي من البصلة إلى مخاط كريه الرائحة، ويمكن التخلص من ذلك عن طريق إزالة النباتات المصابة وحرقها. وفي بعض الاحيان تهاجم يرقات حفار أوراق البصل أو عثة الكراث أوراق النبات وقد تحفر للأسفل داخل البصلة.
وبشكل عام يمكن تقسيم الأمراض والآفات التي تصيب نبات البصل إلى: الأمراض الفطرية، والأمراض البكتيرية، والحشرات، وبيان ذلك بنوع من التفصيل يكمن في

### الأمراض الفطرية

#### أمراض المنبت

##### - مرض موت البادرات
حيث يمكن للفطريات المسببة إصابة البذرة قبل إنباتها، فتتسبب في تحللها وموتها قبل بزوغها فوق سطح التربة، أو بعد إنباتها حيث تصفر الشتلات وتذبل بشكل مفاجيء، وعند فحص النبات يمكن ملاحظة تعفنات على مستوى الجذور أو العنق. كما أن مرض موت البادرات يمكن أن يصيب الشتلات بشكل مباشر بعد نقلها إلى الحقل استعدادً لغرسها، وتظل الفطريات المسببة في التربة وعلى بقايا النباتات المصابة لعدة سنوات، وتساعد مياه الري في نقل العدوى من النباتات المصابة إلى النباتات السليمة.

##### - مرض التفحم
يهاجم الفطر المسبب البذرة عقب الإنبات مباشرة من خلال أبواغ الفطر المحفوظة بالتربة، وتسهل درجات الحرارة المنخفضة (من 10 إلى 12 درجة مئوية) من عملية الإصابة، وتظهر الأعراض الأولى على شكل بثرات سوداء داخل الورقة وذلك بعد شهر من الزراعة، وتكون على شكل خطوط طويلة متوازية مع العروق الوسطى للورقة، ومع اشتداد الإصابة يصبح لون الأوراق المصابة قاتمًا نتيجة تكوين كمية كبيرة من البثرات السوداء التفحمية، ويتسبب مرض التفحم أيضًا في تشوه البصل وتقزمه.

#### أمراض الحقل

##### - مرض العفن الأبيض
يعد هذا المرض من أخطر الأمراض التي تصيب البصل، وتظهر أعراضه الأولى على مستوى الأوراق فتصفر قممها ثم تذبل من الأعلى إلى الأسفل. كما يتسبب هذا المرض في تعفن الجذور، فتصبح البصلة المصابة طرية ورخوة ومن السهل قلعها، والبصلة المصابة تكون مغطاة بنمو فطري أبيض قطني وهو "غزل الفطر"، وسريعًا ما تتكون على الغزل الفطري أجسام دائرية حجرية سوداء اللون، تساهم في انتشار العدوى عن طريق حملها بالرياح والمياة، كما أنه يمكن أن تحفظ بالتربة لسنوات عديدة، لإصابة محاصيل مستقبلية، وينشط هذا المرض في درجات الحرارة المنخفضة (من 10 إلى 20 درجة مئوية)، وتؤدي الإصابة المبكرة بهذا المرض إلى موت النبات. وعند الإصابة بالمرض يجب على الفور إزالة النباتات المصابة وحرقها، واستخدام الأرض لزراعة محاصيل أخري غير ذات صلة بالبصل لسنوات لاحقة.

##### - مرض عفن الجذر القرنفلي
تتمثل أعراض هذا المرض في تلون الجذور باللون الوردي أو القرنفلي، ثم تجف وتموت وتستمر النبتة المصابة في تكوين جذور جديدة والتي سرعان ما تصاب وتموت، مما يؤدي إلى تكون بصل صغير الحجم غير صالح للتسويق.

##### - مرض عفن القاعدة
يعيش الفطر المسبب للمرض في التربة، ويصيب النبات من خلال الجروح والخدوش التي تحدث لقواعد البصل نتيجة خدمة النبات (العزق)، أو ذيابة البصل، وتساهم درجات الحرارة المرتفعة في الإصابة بهذا المرض، والذي ينتشر أيضًا في مرحلة التخزين. وتتمثل أعراض المرض في تعفن الجذور وظهور غزل فطري أبيض، وتلون الساق بلون بني محمر، كما تصفر الأوراق بداية من القمم وتذبل، والبصل المصاب يبقى صغير الحجم، وعند اشتداد الإصابة تصبح الأنسجة لينة على مستوى القاعدة وقد يمتد العفن إلى مستوى العنق. وتتمثل خطورة هذا المرض على المحصول، في أن الإصابة يمكنها أن تتواصل وتتطور بعد الحصاد وعند التخزين.

##### - مرض البياض الزغبي
ويعد أيضًا من أخطر الأمراض الفطرية التي تصيب البصل، حيث يمكن أن يتسبب في خسائر فادحة خاصة في المناطق الرطبة. ويعتبر الضباب والندى والمطر من العوامل الملائمة للإصابة بالمرض وانتشاره. وتظهر الأعراض على مستوى الأوراق في شكل بقع صفراء باهتة، تكون بيضوية الشكل، يتكون عليها نمو زغبي رمادي اللون يشوبه لون بنفسحي خفيف يكون واضحًا عندما تبتل الأوراق. وتؤدي الإصابة الشديدة بهذا المرض إلى إصفرار الأوراق وذبولها ثم موتها، كما يمكن أن يصيب الشماريخ الزهرية متسببًا في ضعف البذور المتكونة وضمورها أو عدم تكونها من الأساس.

##### - مرض الصدأ
تبدأ الإصابة بهذا المرض على مستوى الأوراق السفلى ثم تنتقل إلى الأوراق العليا وتتمثل في ظهور بثرات مستديرة إل طويلة الشكل. مرتفعة قليلاً عن سطح الورقة، ذات لون برتقالي إلى الأحمر في البداية ثم يتغير لونها إلى البني الداكن في نهاية الموسم. الإصابة الشديدة تؤدي غلى إصفرار الأوراق وجفافها في وقت مبكر من النمو مما يؤدي إلى تكوين بصل صغير. ويمكن لمرض الصدأ إصابة الشماريخ الزهرية أيضًا، وتساهم الرياح في انتشار الإصابة من خلال نشر أبواغ الفطر المتكونة على البثرات.

##### - مرض عفن الرقبة
تظهر الأعراض الأولى على الأوراق المكتملة في صورة بقع صغيرة بيضاء مائية في البداية ثم تصبح الأوراق المصابة أكثر طراوة ويتحول لون النسيج المصاب إلى لون شهابي، ثم تتيبس الأطراف. وقد تمتد الإصابة إلى أسفل قاعدة البصل المصاب، وتدريجيًا يتحول لون قشرة الرقبة إلى البني ثم تصبح مائية كما لوكانت مسلوقة، ويبدأ البصل المصاب في إنتاج رائحة كريهة وجافة. ومع تطور الإصابة يظهر نمو زغبي رمادي اللون على الأجزاء المصابة ثم تتكون أجسام صغيرة صلبة، وقد ينتشر المرض فيصيب البصلة بأكملها إذا كانت درجة الرطوبة عالية. ويعد هذا المرض من أهم الأمراض التي تصيب البصل في نهاية الموسم وقبل الحصاد، ولا يتم اكتشاف أضراره إلا أثناء التخزين أو الشحن.

### الأمراض البكتيرية

#### مرض العفن الطري
يصيب هذا المرض أنسجة البصل فتصبح لينة ثم مائية، وذلك في طبقة أو أكثر من طبقات البصلة. في بداية الإصابة يتغير لون الأنسجة المصابة إلى الأصفر ثم البني، وتتقدم الإصابة طوليًا على مستوى البصلة، وقد يصبح العنق طريًا أيضًا ويظهر ذلك بالضغط على البصلة المصابة حيث يبرز لبها ويخرج منها سائل لزج كرية الرائحة نتيجة تحليل البكتيريا للأنسجة. والمرض ينتشر كثيرًا أثناء عملية التخزين خاصة إذا كانت التهوية غير جيدة بأماكن التخزين.

### الحشرات

#### حشرة التريبس
يعتبر التريبس من أهم الآفات التي تصيب البصل إضافة إلى عديد العوائل مثل القرعيات والفول والشعير والبرسيم. تتغذى حشرة التريبس على عصارة أنصال الأوراق الخارجية، وتتميز بصغر حجمها الذي يتراوح ما بين 0.8 و 1.2ملم، ولونها البني الفاتح ويتم رؤيتها بشكل أفضل باستخدام عدسة اليد. وتزداد الإصابة بحشرة التريبس في فصلي الخريف والربيع خاصة عند ارتفاع درجات الحرارة، وتتواجد على شكل حشرات كاملة أو يرقات تختبيء في الأماكن المخفية من النبات مما يجعل مكافحتها صعبة. وتظهر أعراض الإصابة بحشرة التريبس على شكل بقع فضية مع وجود اليرقات والحشرات الكاملة في قلب النبات والأوراق، وتتحول البقع الفضية إلى بقع داكنة، مما يؤدي إلى جفاف هذه الأجزاء وموتها خاصة عند الإصابة الشديدة.

#### ذبابة البصل
تعنبر ذبابة البصل من أخطر الآفات التي تصيب البصل، لقدرتها على الانتشار السريع بالحقل، يبلغ طول الحشرة من 5 إلى 7ملم رمادية اللون وتمتاز بشعيرات تكسو جسمها. الإصابة تظهر عادة خلال فصل الربيع حيث تضع الحشرة بيضها على أوراق النبات وسيقانه قرب سطح التربة، وعندما يفقس تخرج منه يرقات بلون أبيض، وتتسبب ذبابة البصل في ذبول الأوراق وجفافها ابتداء من قمتها إلى قاعدتها، وتؤدي إلى إصفرار الأوراق وتلف البصلة بعد أن تجعلها لينة متعفنة، خاصة في الطقس الرطب، وقد تستمر الإصابة بعد حصاد المحصول وتخزينه، في حين تواصل اليرقات دورتها الحياتية في التربة قرب النباتات. وتنجذب الذبابة إلى المحصول عن طريق رائحة الأنسجة التالفة، وقد يحدث ذلك بعد عملية خف النبات. وقد تشمل تدابير المكافحة تناوب المحاصيل وتسميد البذور، والزراعة المبكرة وإزالة النباتات المصابة.

#### الديدان السلكية
تعيش الديدان السلكية في التربة وتتغذى على جذور نبات البصل، وتتميز هذه الديدان بشكلها الأسطواني وطولها الذي يبلغ 3سم ولونها البرنزي، وتكون الحشرة نشيطة في الفترة من شهر أبريل إلى شهر يونيو وتتحرك في التربة بشكل عمودي، وذلك حسب درجة حرارة ورطوبة التربة، وتكمن أعراض الإصابة بالدودة السلكية على مستوى جذور النبات بإحداث ثقوب وأنفاق لتتغذى عليها مما يؤدي لإصفرار النبتة وموتها.

## تجفيف البصل وتخزينه

### التجفيف
تبدأ عملية تجفيف البصل بعد عملية حصاده او اقتلاعه مباشرة، وتتم عملية التجفيف إما في الحقل ذاته أم في أماكن جيدة التهوية. وتتراوح فترة تجفيف المحصول من 4 إلى 10 أيام حسب الصنف ودرجة الحرارة والرطوبة. ولإعداد البصل للتجفيف يتم قطع الأوراق إما بشكل يدوي أو أنها تقطع آليًا مع ترك حوالي 5سم من عنق البصلة. وقد تفقد البصلة من 3% إلى 5% من وزنها في عملية التجفيف، وهناك مرحلة أخرى للتعامل مع البصل والتي تكون متلازمة مع عملية التجفيف وسابقة لعملية التخزين، وهي عملية الفرز، والتي تتمثل في إزالة
- البصلات المتعفنة والمصابة بالأمراض.
- البصلات غير تامة النضج.
- البصلات الغير منتظمة الشكل، والتي لا تنتمي لنفس الصنف.
- البصلات المصابة بلفحات الشمس، والمنزوعة القشرة والمجروحة.

### التخزين

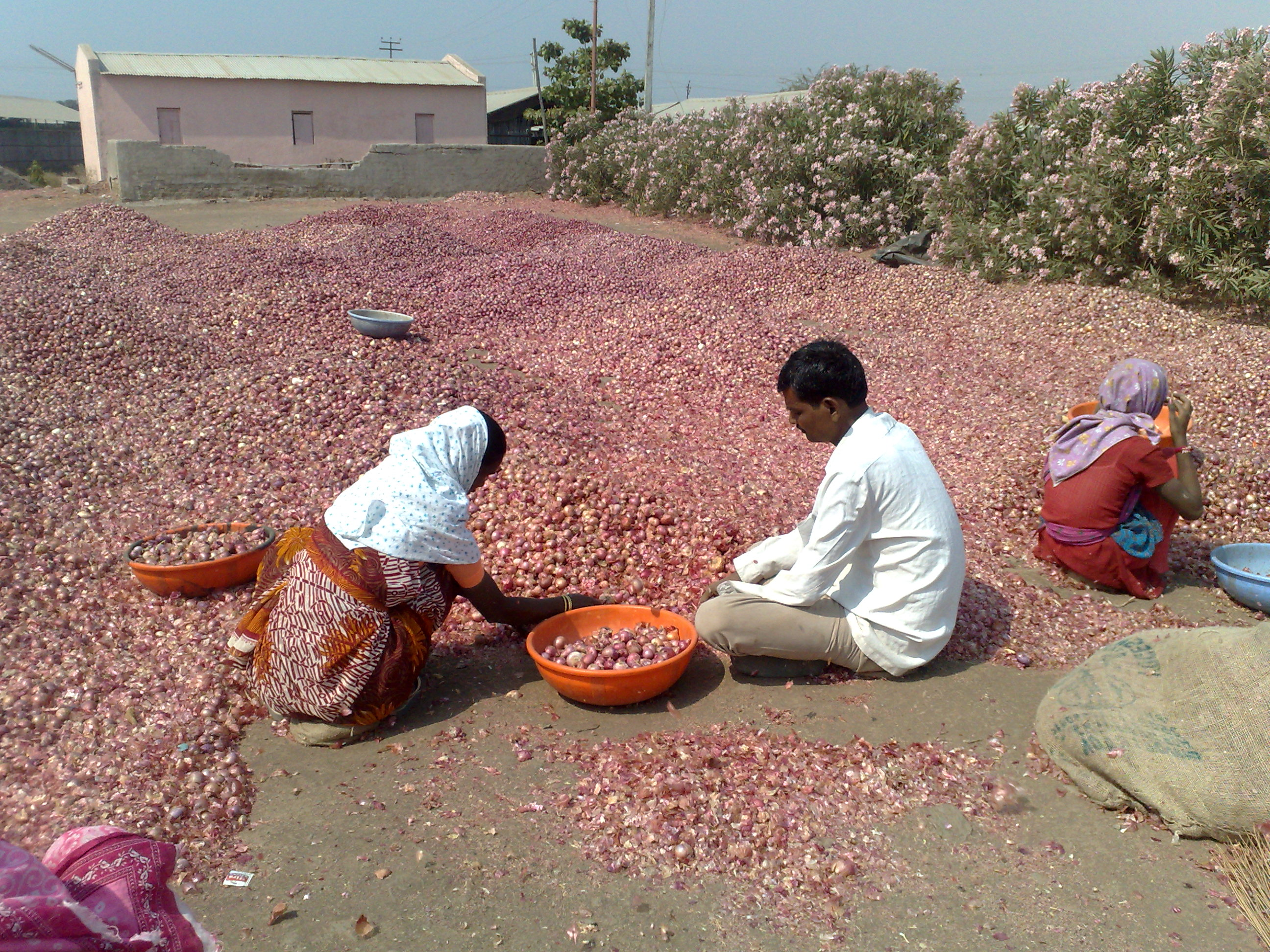

هناك طرق وتقنيات متعددة لتخزين محصول البصل، والتي تتمثل في: العملية التقليدية للتخزين، وهي الطريقة المعتمدة لدى غالبية المنتجين، والتي تكون في مخازن عادية غير مبردة والتي يجب أن تكون نظيفة وجيدة التهوية وقليلة الرطوبة تفاديًا لتعفن البصل، وربما تصل فترة التخزين إلى 7 أشهر. ويمكن لعملية التخزين أن تكون في فضاءات مهيئة بالقرب من الحقل، والتي يجب أن تكون أرض صلبة غير رطبة، ويفضل رشها بطبقة من القش، أو استخدام عازل من الحجارة. طريقة أخرى للتخزين تتمثل فيما يسمي بــ بيوت التبريد، حيث يتم تخزين البصل لفترة طويلة ربما تصل إلى عام كامل تحت درجة حرارة من 0 إلى 1 درجة مئوية، مع رطوبة نسبية تتراوح ما بين 90 إلى 95%، ويخزن المحصول السليم والخالي من العيوب في حاويات (بلاستيكية أو خشبية) بشكل رأسي وافقي، مع ضرورة ترك مسافة متر واحد على الأقل بين آخر صندوق والسقف، وترك ممرات بين الصناديق الرأسية بهدف المراقبة والتهوية.
وعند تخزين البصل في البيت بغرض الاستخدامات اليومية، يجب تخزينه في درجة حرارة الغرفة، ويفضل أن يكون في طبقة واحدة في أكياس شبكية كبيرة في مكان جاف وبارد ومظلم وجيد التهوية، وفي هذه البيئة التخزينية يكون للبصل المطبوخ مدة صلاحية تتراوح من ثلاثة إلى أربعة أسابيع، بينما تكون صلاحية البصل الحلو من أسبوع إلى أسبوعين. ويجب تخزين البصل المطبوخ بعيدًا عن الخضراوات والفواكه، حيث أن البصل يمتص الروائح من بعض الفواكه مثل التفاح والكمثرى، كما أنه يمتص الرطوبة من الخضراوات التي يتم تخزينه معها، مما يؤدي غلى تعفنها.
كما يمكن تخزين البصل الحلو مبردًا، حيث يمكن ان تبلغ مدة صلاحيته حوالي شهر واحد. وبغض النظر عن نوع البصل، فأي قطع من البصل يجب تغليفها بإحكام وتخزينها بعيدًا عن المنتجات الأخرى، واستخدامها في غضون يومين إلى ثلاثة أيام.

## البصل في الثقافات الشعبية
البصلة الكبيرة، مصطلح كان يستخدم في وقت سابق للإشارة إلى ولاية نيويورك الأمريكية، قبل أن تسمى بعد ذلك بــ "التفاحة الكبيرة"، وتم اسخدم مصطلح "البصلة الكبيرة" للإشارة إلى مدينة شيكاغو.
في الأوديسة، وبالتحديد في الانشودة التاسعة عشرة، كتب هوميروس " لاحظت أن السترة كانت تتالق كلها حول جسمه، كما تتألق قشرة البصل الجافة، وكانت ناعمة جدًا وتشع بريقًا كبريق الشمس". ويقترح آر. درو جريفيث أن هوميروس استخدم اللفظ "البصل" هنا، لما لها من قدرة على إسالة الدموع، في محاولة للتلميح إلى حزن بينيلوبي على الغياب الطويل لأوديسيوس.
كان مزارعو البصل، والعمال الزراعيين من بروتاني، شمال غرب فرنسا، يسافرون من مقاطعة روسكوف ببروتاني، سيرًا على أقدامهم (وعلى دراجات في وقت لاحق) إلى بريطانيا، ويتنقلون من باب إلى باب من أجل أن يبيعوا خيوط البصل الوردي المميز.
وفي الهند، وبالتحديد عام 2015م، عندما ارتفع سعر البصل بشكل كبير جدًا،سجلت صحيفة هندوستان تايمز كيف أن الشعب تشارك في العديد من العبارات الساخرة حول هذا الموضوع، وذلك من خلال التلاعب بالألفاظ، ونذكر من بين هذه العبارات " خذ الحب وأعطني البصل".
وفي الثقافة العربية، كان البصل بمثابة المادة الخام للعديد من الأمثال الشعبية، التي تتوارثها الأجيال، والتي كان لكل مثل منها مغزى ومعني محدد، ونذكر من بين هذه الأمثال "بخمسة بصل، بصل بخمسة"، "الدنيا بدل: يوم عسل ويوم بصل"، "يا داخل بين البصلة وقشرتها ما ينوبك إلا صنتها"، "زي البصل محشور في كل طعام"، "نفخة وشمخة وبصلة في الجيب"، "يصوم يصوم ويفطر على بصلة"، "قربوا تبقوا بصل، بعدوا تبقوا عسل".

## معرض الصور

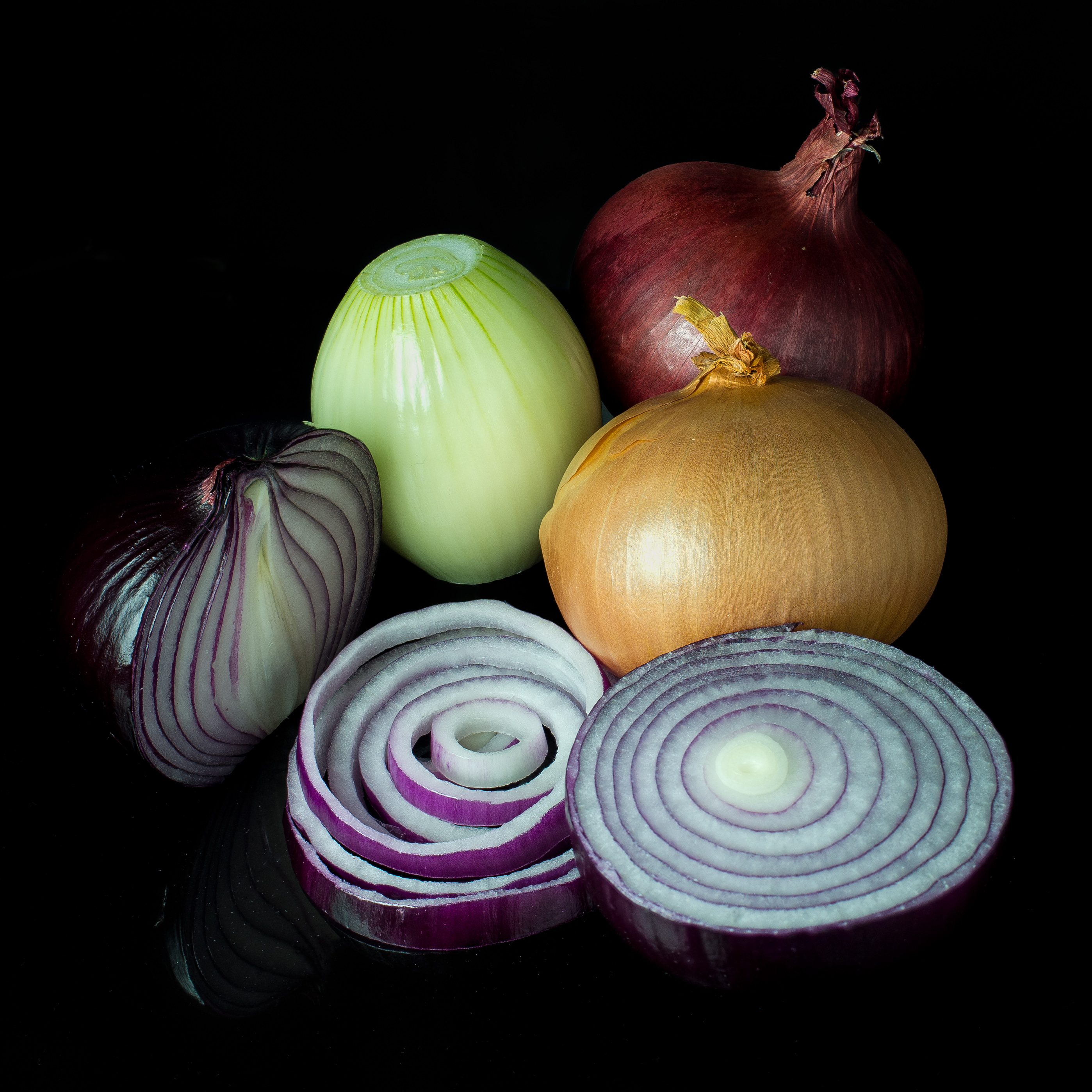
بصل متنوع
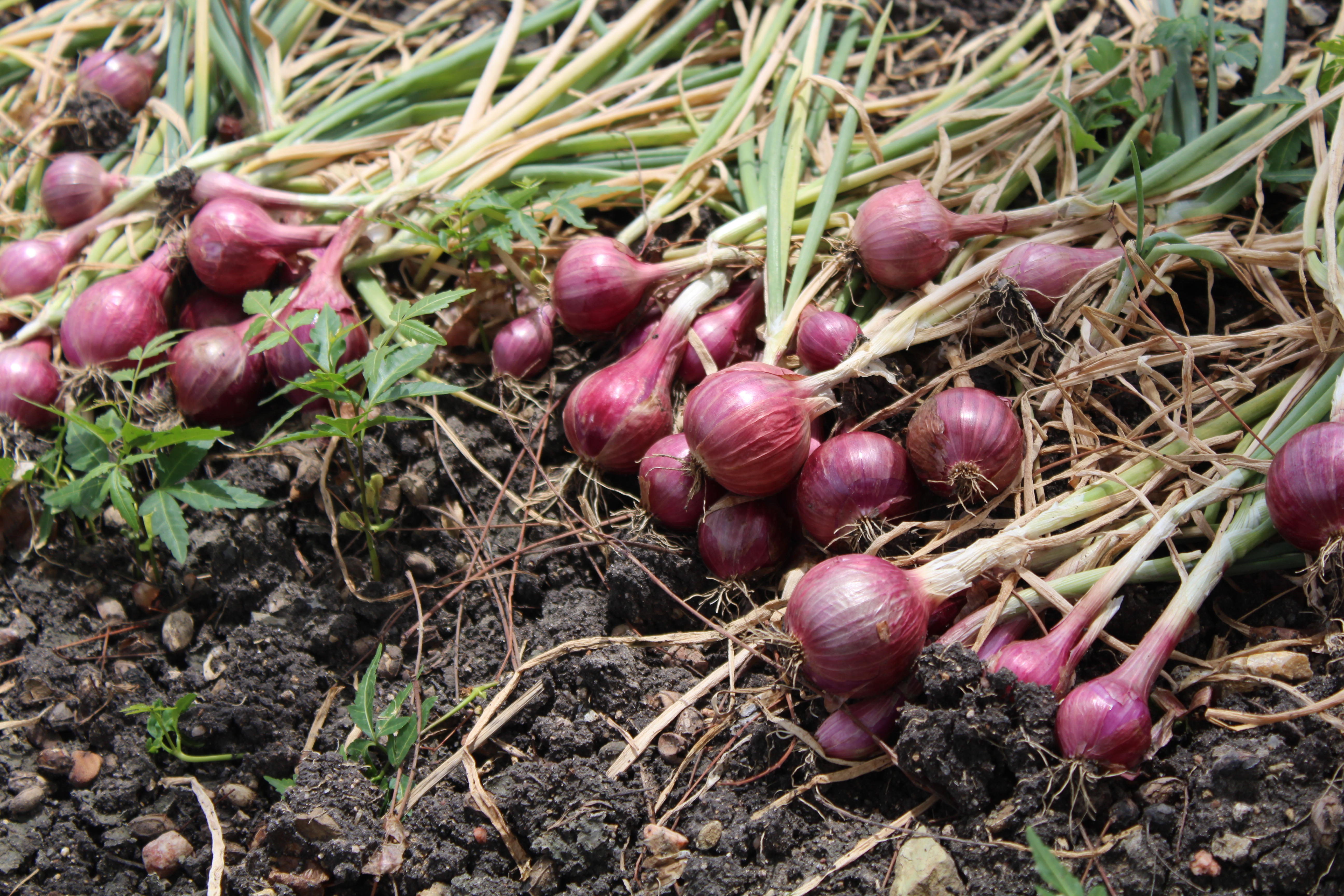
حصاد البصل
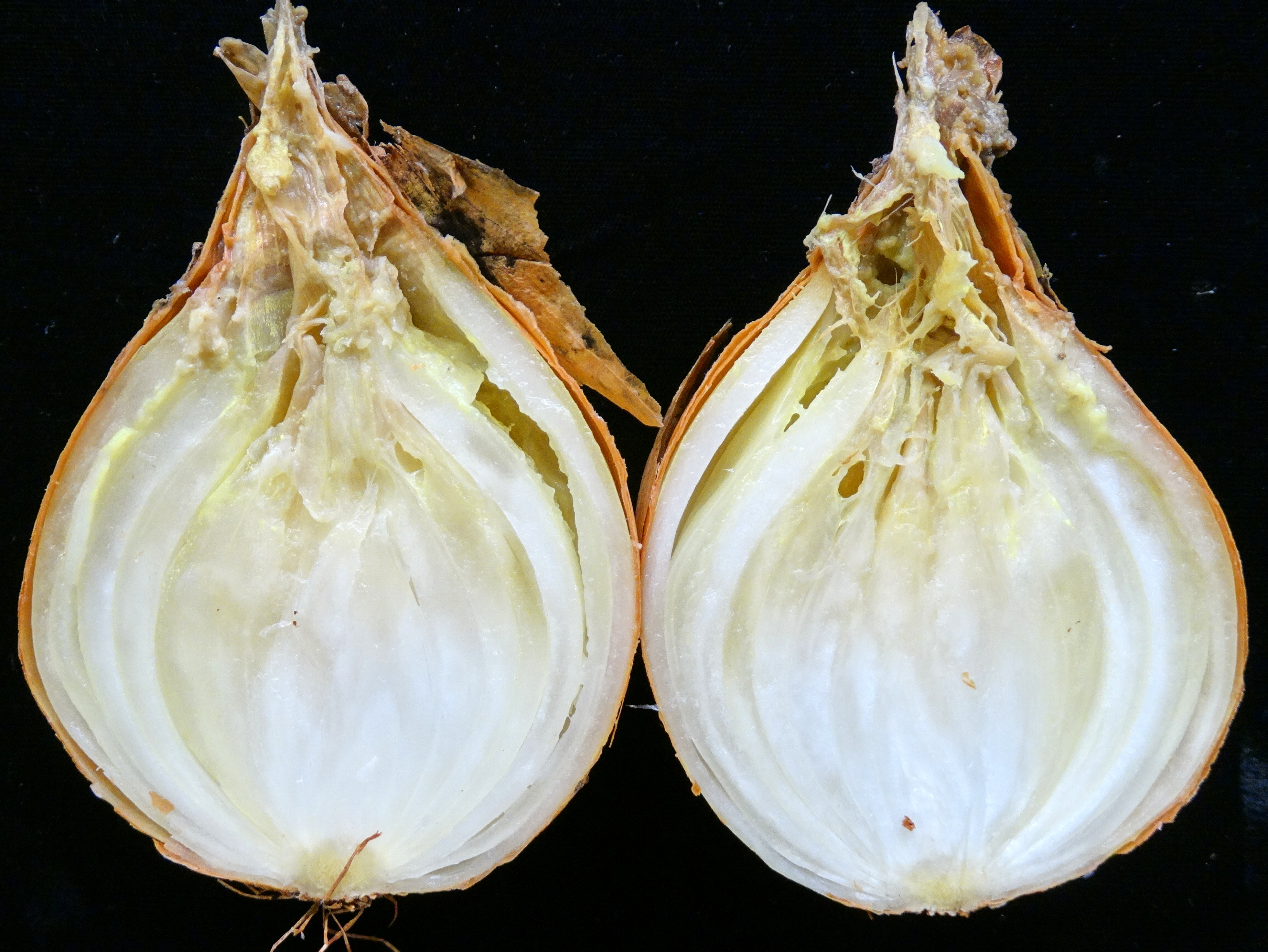
آفات تصيب البصل
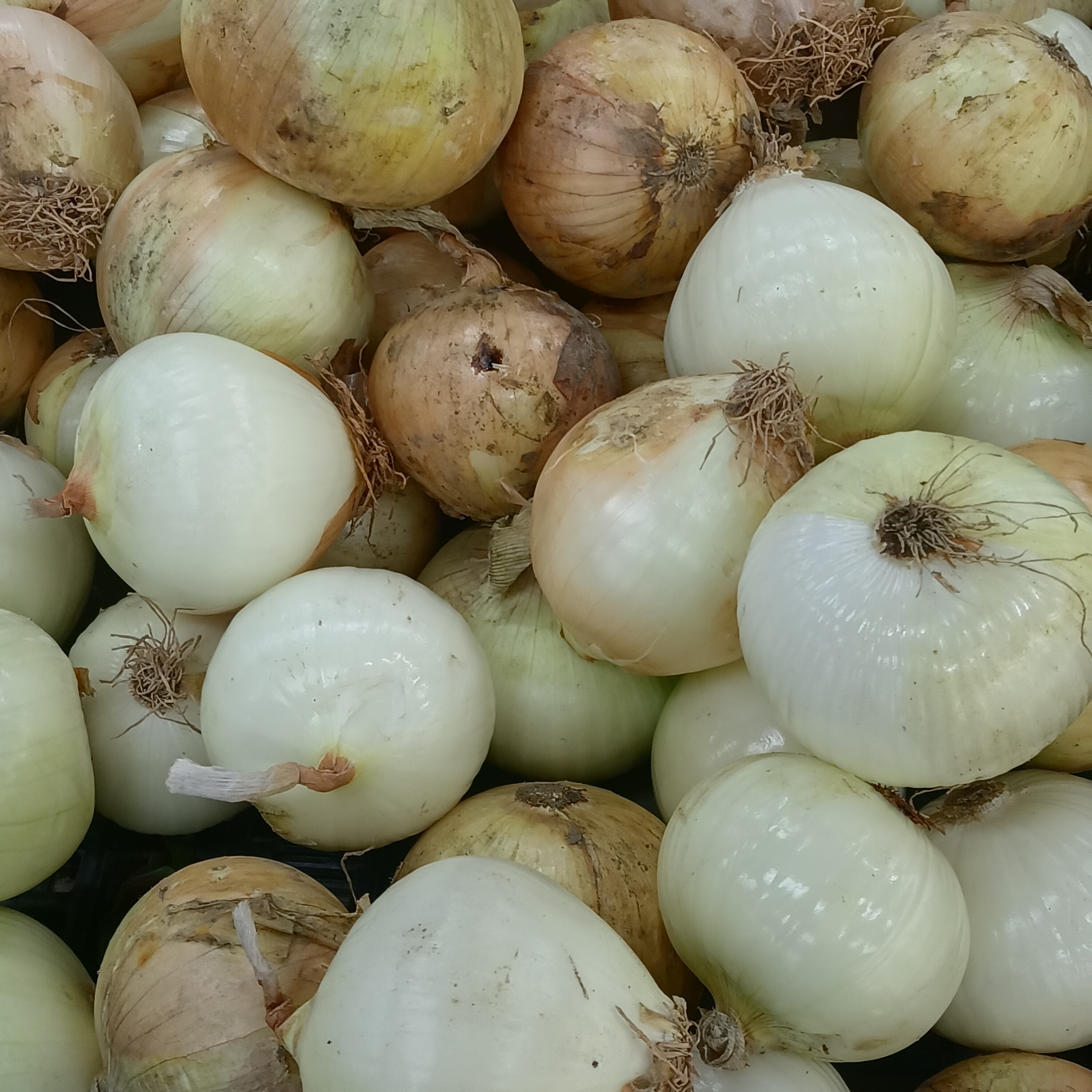
خلايا البصل
- البصل الأصفر
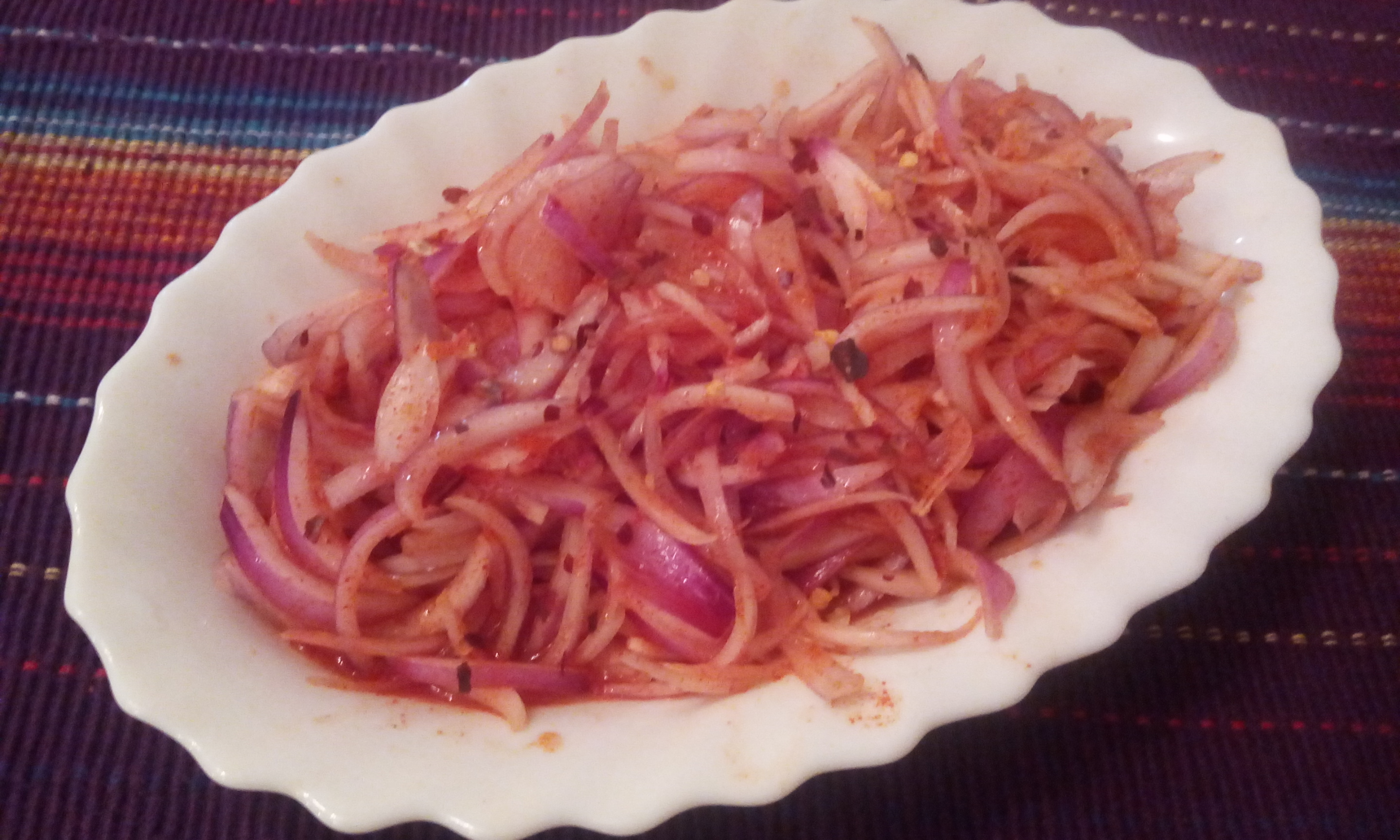
سلطة البصل الحارة
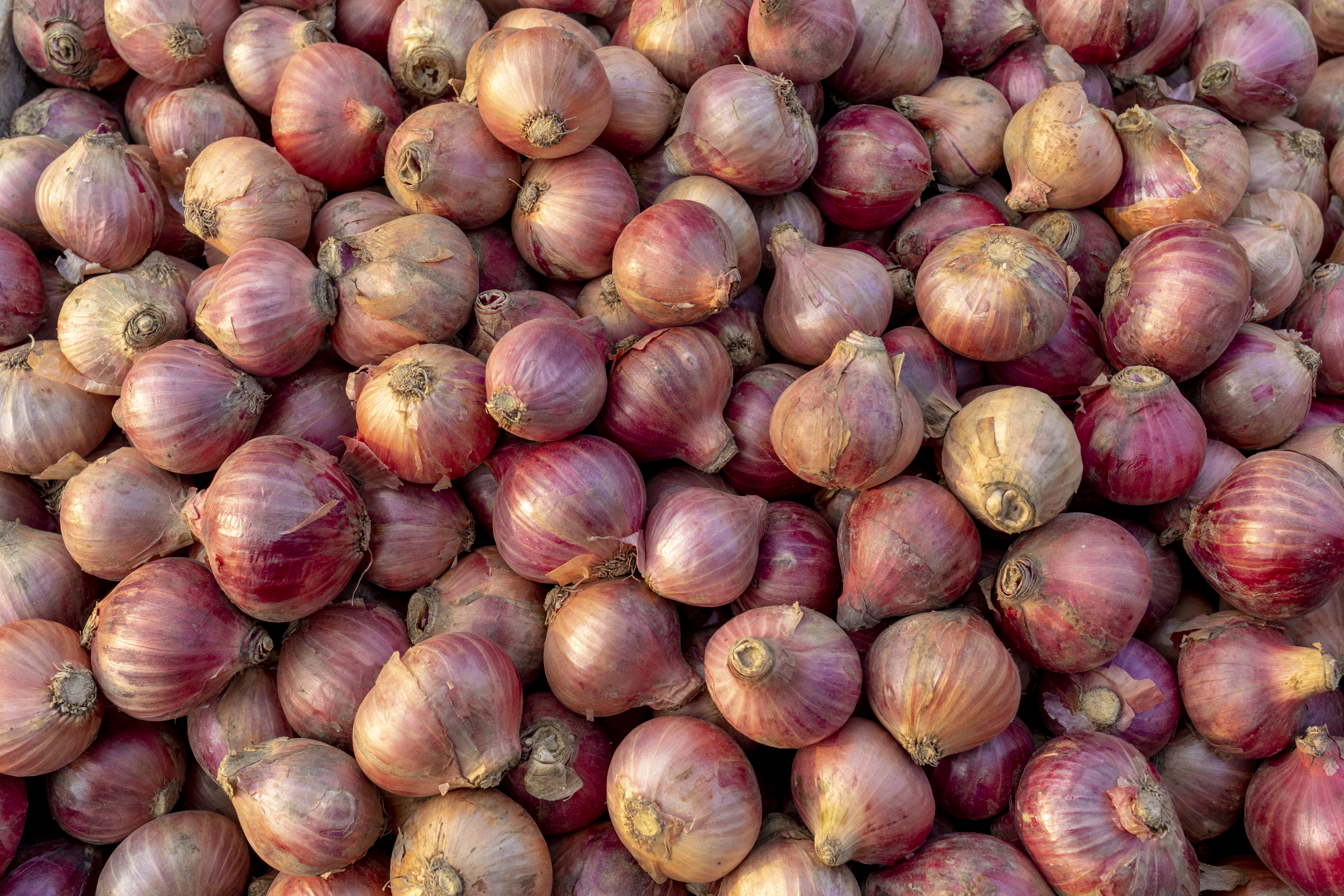
البصل الهندي
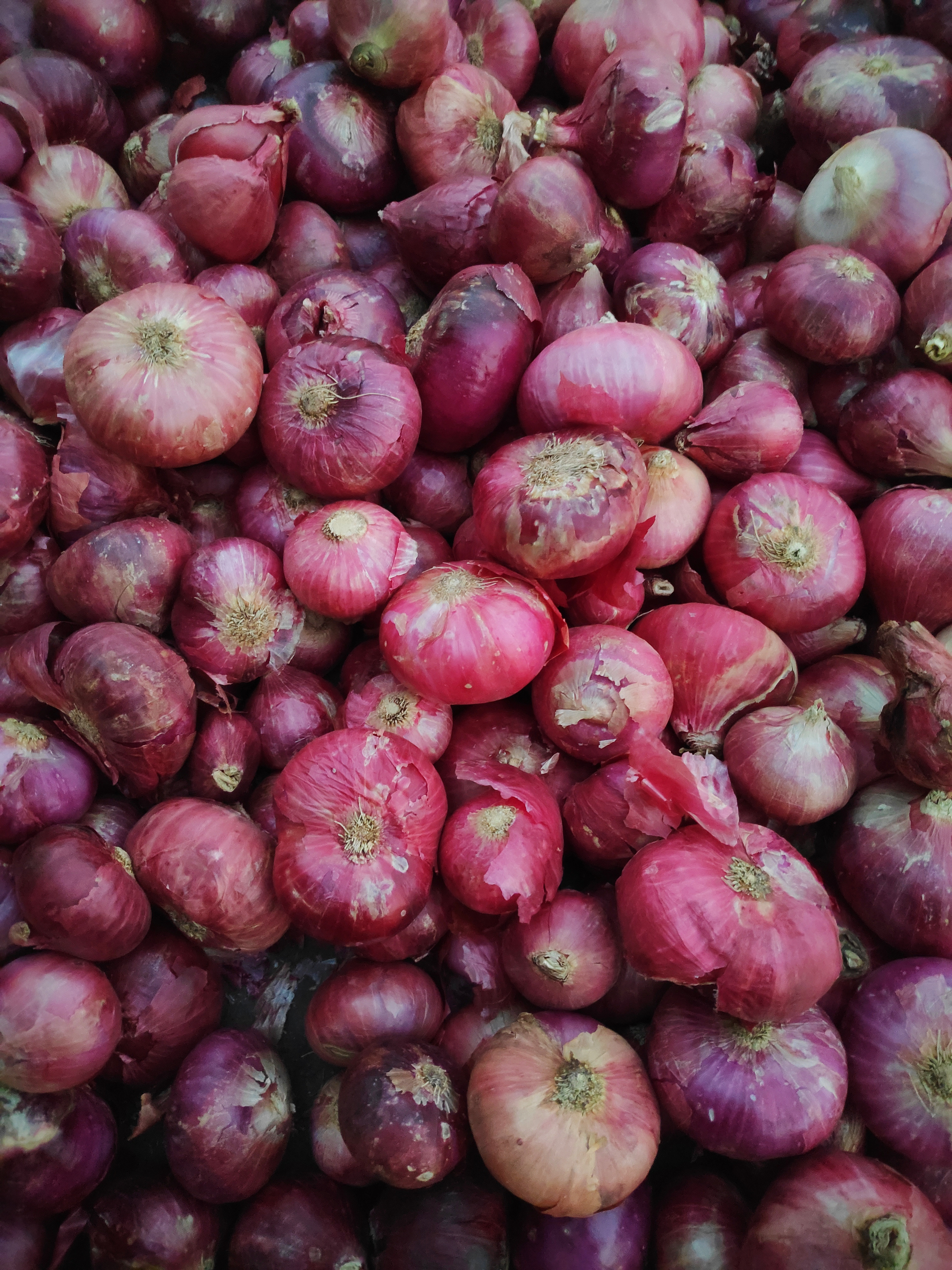
البصل الأحمر
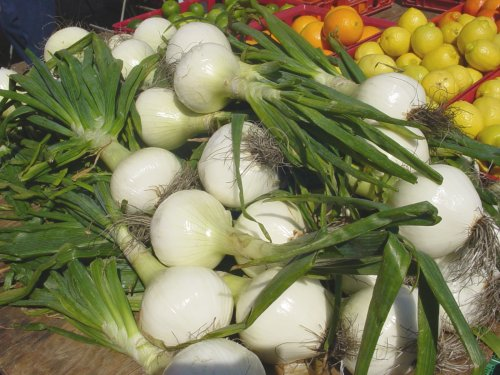
البصل الحلو
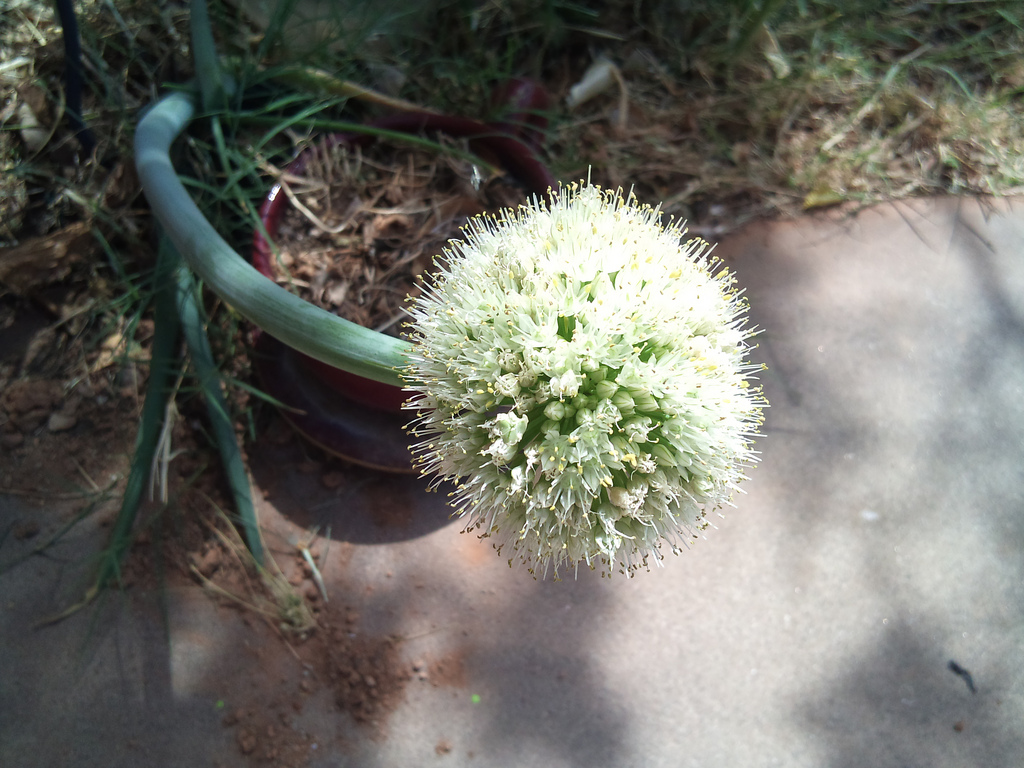
زهور البصل
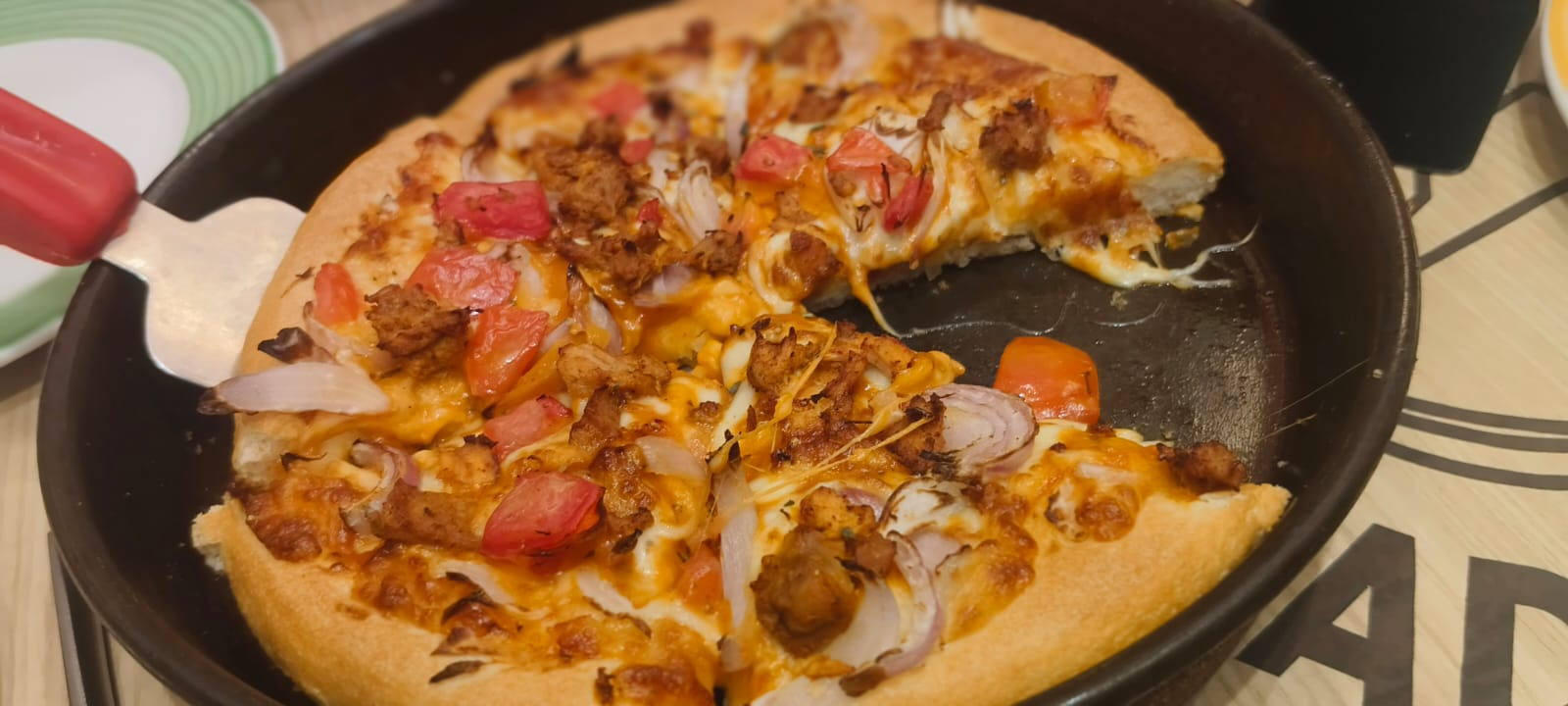
بيتزا بالبصل والطماطم
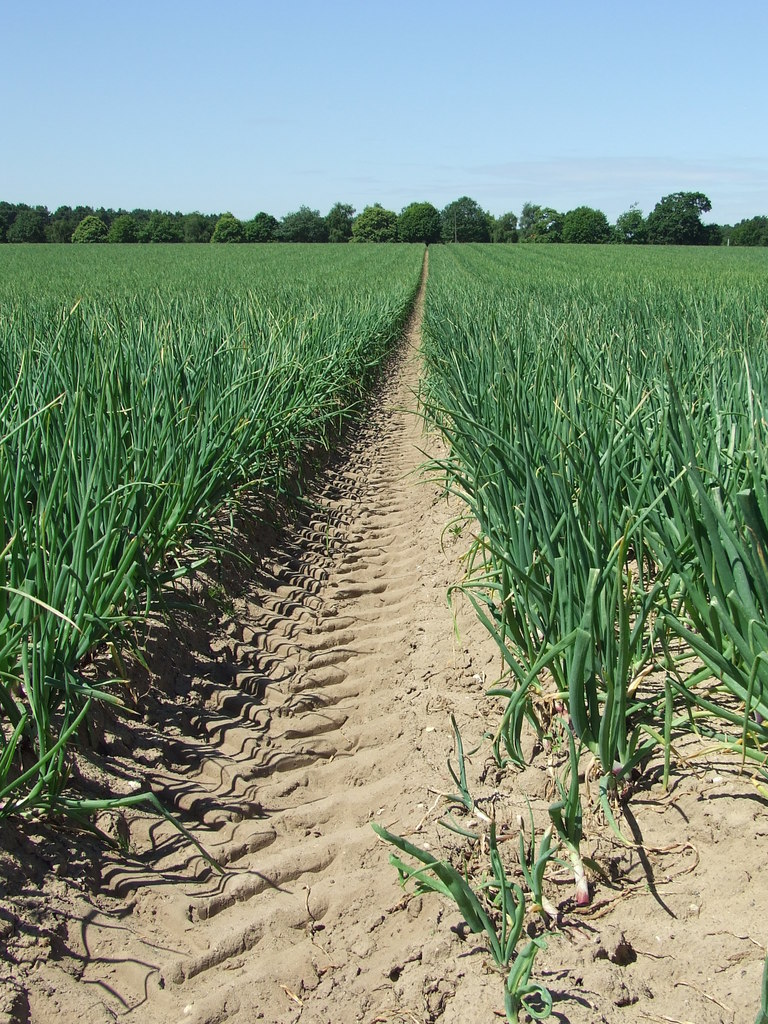
حقول البصل
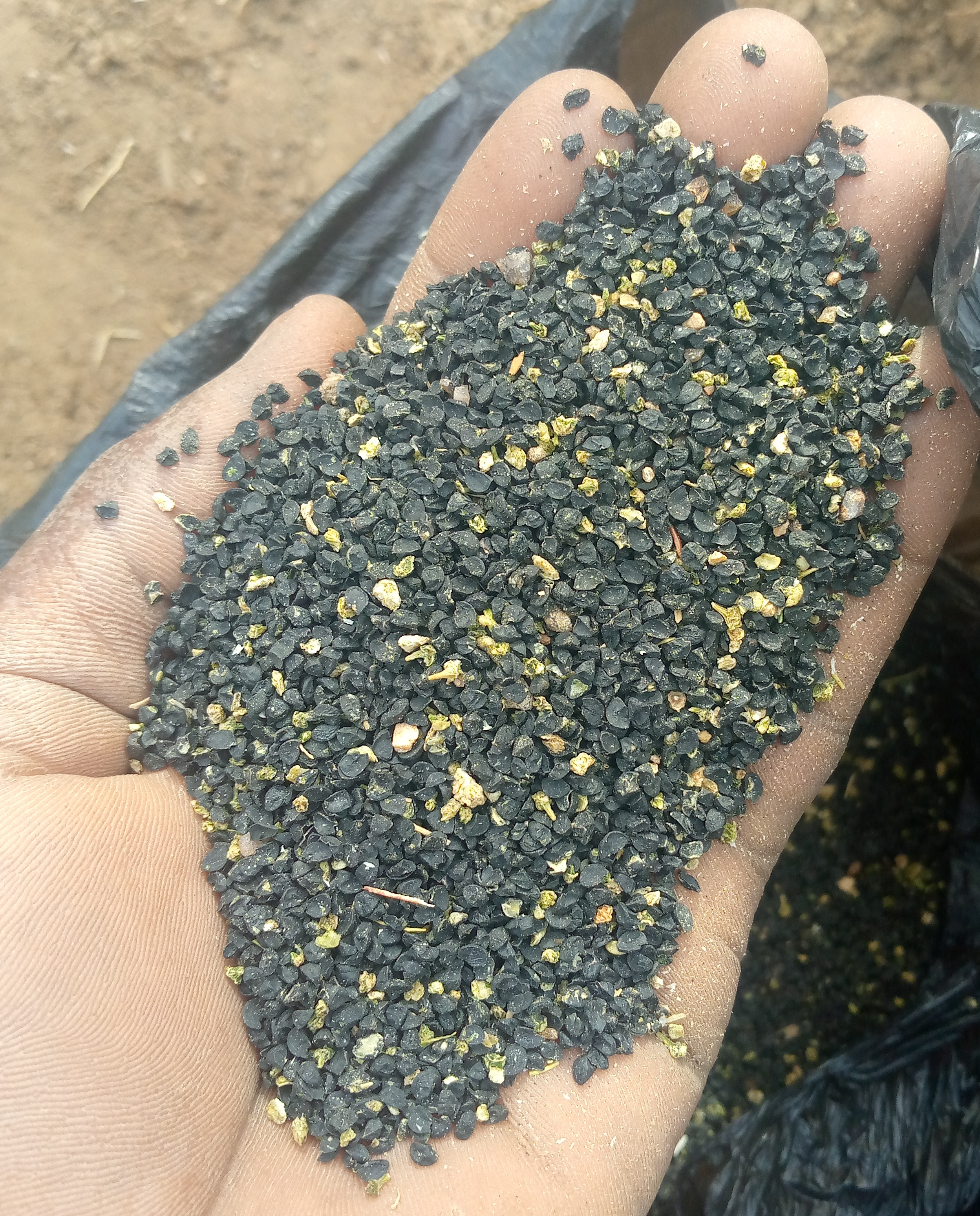
بذور البصل
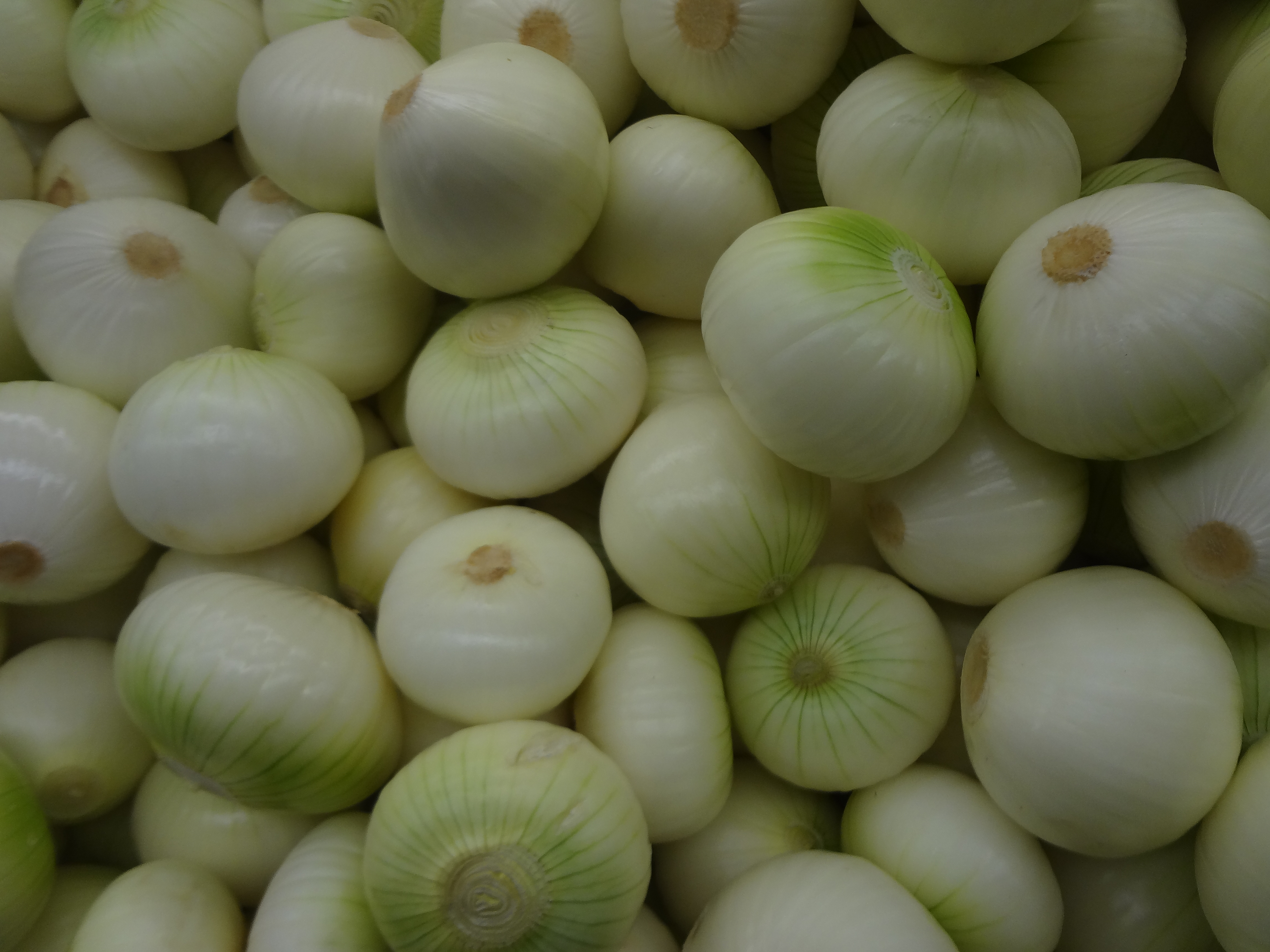
البصل الأبيض
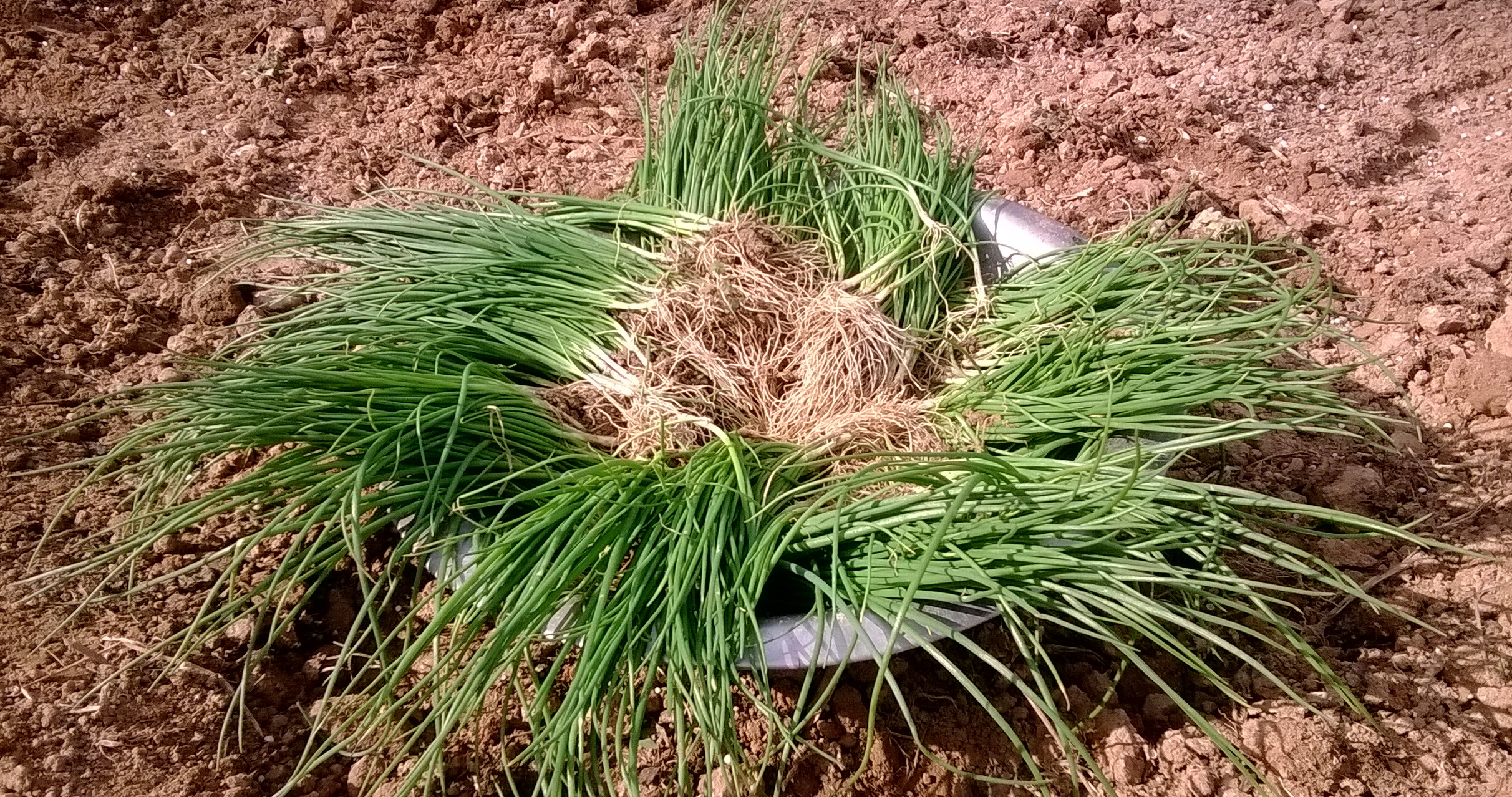
شتلات بصل جاهزة للزراعة
بصل أخضر